# Unterseeboot 299
L'Unterseeboot 299 (ou U-299) est un sous-marin allemand (U-Boot) de type VII.C/41 utilisé par la Kriegsmarine (marine de guerre allemande) pendant la Seconde Guerre mondiale.

## Historique
Mis en service le 15 décembre 1943, l'Unterseeboot 299 reçoit sa formation de base à Danzig en Pologne au sein de la 8. Unterseebootsflottille jusqu'au 31 juillet 1944, puis il rejoint sa formation de combat au sein de la 11. Unterseebootsflottille à Bergen en Norvège. Le 5 novembre 1944, il rejoint la 13. Unterseebootsflottille à Drontheim, puis, à partir du 1er mars 1945, la 14. Unterseebootsflottille à Narvik jusqu'à la reddition de l'Allemagne.
L'Unterseeboot 299 a effectué 6 patrouilles dans lesquelles il n'a ni coulé, ni endommagé de navire ennemi au cours de ses 175 jours en mer.
En vue de la préparation à sa première patrouille, l'U-299 quitte le port de Kiel le 9 juin 1944 sous les ordres de l'Oberleutnant zur See Helmuth Heinrich.
Il réalise sa première patrouille en quittant Stavanger le 5 juillet 1944 pour faire partie d'une ligne de défense au large de la côte norvégienne.

Le 16 juillet 1944, le commandant Helmuth Heinrich est blessé lors d'une attaque aérienne et doit écourter sa mission. Après 16 jours en mer, il rejoint Bergen qu'il atteint le 20 juillet 1944.
Lors de sa convalescence, l'Oberleutnant zur See Helmuth Heinrich est remplacé par l'Oberleutnant zur See Dietrich Zehle du 9 août au 3 septembre 1944.
Sa troisième et quatrième patrouille amène l'U-299 dans la mer de Barents.
Sa sixième patrouille le fait quitter le port de Trondheim le 24 janvier 1945 sous les ordres de l'Oberleutnant zur See Bernhard Emde. Après 82 jours en mer, il arrive le 15 avril 1945 à Kristiansand.
Le 8 mai 1945, l'Allemagne nazie dépose les armes. L'U-299 se rend le 9 mai 1945 à Kristiansand-Süd. Le 29 mai 1944, il est transféré de Bergen à Loch Ryan en Écosse pour l'opération alliée de destruction massive d'U-Boote de la Kriegsmarine.
Après avoir été remorqué par l'HMS Obedient à sa position de destruction, l'U-299 est coulé le 4 décembre 1945 à la position géographique de 55° 38′ N, 7° 54′ O.

## Affectations successives
- 8. Unterseebootsflottille à Danzig du 15 décembre 1943 au 31 juillet 1944 (entrainement)
- 11. Unterseebootsflottille à Bergen du 1er août au 4 novembre 1944 (service actif)
- 13. Unterseebootsflottille à Drontheim du 5 novembre 1944 au 28 février 1945 (service actif)
- 14. Unterseebootsflottille à Narvik du 1er mars au 8 mai 1945 (service actif)

## Commandement
- Oberleutnant zur See Helmuth Heinrich du 15 décembre 1943 au 9 août 1944
- Oberleutnant zur See Dietrich Zehle du 9 août au 3 septembre 1944
- Oberleutnant zur See Helmuth Heinrich du 3 septembre au 31 octobre 1944
- Oberleutnant zur See Bernhard Emde du 1er novembre 1944 au 9 mai 1945

## Patrouilles
|       | Commandant             | Départ            | Départ          | Arrivée          | Arrivée      | Jours     | Succès |
| ----- | ---------------------- | ----------------- | --------------- | ---------------- | ------------ | --------- | ------ |
|       | Oblt. Helmuth Heinrich | 9 juin 1944       | Kiel            | 12 juin 1944     | Stavanger    | 4 jours   |        |
| 1     | Oblt. Helmuth Heinrich | 5 juillet 1944    | Stavanger       | 20 juillet 1944  | Bergen       | 16 jours  |        |
|       | Oblt. Dietrich Zehle   | 15 août 1944      | Bergen          | 17 août 1944     | Larvik       | 3 jours   |        |
|       | Oblt. Helmuth Heinrich | 30 septembre 1944 | Larvik          | 1er octobre 1944 | Kristiansand | 2 jours   |        |
| 2     | Oblt. Helmuth Heinrich | 11 octobre 1944   | Kristiansand    | 28 octobre 1944  | Bergen       | 18 jours  |        |
| 3     | Oblt. Bernhard Emde    | 13 novembre 1944  | Bergen          | 16 novembre 1944 | Trondheim    | 4 jours   |        |
| 4     | Oblt. Bernhard Emde    | 21 novembre 1944  | Trondheim       | 31 décembre 1944 | Bogenbucht   | 41 jours  |        |
| 5     | Oblt. Bernhard Emde    | 18 janvier 1945   | Bogenbucht (de) | 21 janvier 1945  | Trondheim    | 4 jours   |        |
| 6     | Oblt. Bernhard Emde    | 24 janvier 1945   | Trondheim       | 15 avril 1945    | Kristiansand | 82 jours  |        |
| Total | Total                  | Total             | Total           | Total            | Total        | 175 jours | 0 t    |

Note : Oblt. = Oberleutnant zur See

### OpérationsWolfpack
L'U-299 a opéré avec les Wolfpacks (meute de loups) durant sa carrière opérationnelle.
1. Stier (25 novembre 1944 - 24 décembre 1944)

## Navires coulés
L'Unterseeboot 299 n'a ni coulé, ni endommagé de navire ennemi au cours des 6 patrouilles (165 jours en mer) qu'il effectua.

### Source et bibliographie
- (en) Cet article est partiellement ou en totalité issu de l’article de Wikipédia en anglais intitulé « German submarine U-299 » (voir la liste des auteurs).
- Chris Bishop, historien militaire (trad. de l'anglais par Christian Muguet), Les sous-marins de la Kriegsmarine : 1939-1945 : le guide d'identification des sous-marins [« The spellmount submarine identification guide : Kriegsmarine U-boats 1939-1945 »], Paris, Éd. de Lodi, 2008, 192 p. (ISBN 978-2-84690-327-1, OCLC 470721805, BNF 41298980)